# Börje Wickberg
Börje Vilhelm Wickberg, född 27 februari 1926 i Gustav Vasa församling, Stockholm
, död 3 mars 2013 i Lunds domkyrkoförsamling, Lund, , var en svensk kemist. 
Wickberg var 1966–1991 professor i organisk kemi vid Lunds universitet. Han blev ledamot av Vetenskapsakademien 1984.